# Уил Лавендър
Уил Лавендър (на английски: Will Lavender) е американски писател на бестселъри в жанра трилър.

## Биография и творчество
Уил Лавендър е роден на 14 февруари 1977 г. в Съмърсет, окр. Уитли, Кентъки, САЩ. От малък е страстен читател и сам пише поезия и малки истории. Получава магистърска степен по творческо писане от колежа „Бард“ в Анандейл на Хъдсън, щат Ню Йорк. След дипломирането си преподава творческо писане в продължение на 6 години в Университета на Кентъки. Докано преподава прави изследване на творчеството на социолога Стенли Милграм, работещ по темата на подчинението.
Първият му роман, психологическият трилър „Obedience“ (Покорство), е издаден през 2008 г. Студенти първокурсници от класа по „Логика и разсъждение“ на Уинчестърския университет трябва да разрешат ужасяваща задача от преподавателя им професор Уилямс – да намерят хипотетично изчезналото момиче Поли получавайки някои улики и подробности, но ако не решат задачата, тя ще бъде убита. Трима от студентите откриват връзка със себе си и реалността и съзнават надвисналата опасност за собствения си живот. Романът става бестселър в списъка на „Ню Йорк Таймс“ и го прави известен. След него напуска работата си и се посвещава на писателската си кариера.
Вторият му трилър „Превъзходство“ от 2011 г. отново представя история със студенти от малък колеж във Върмонт. Гениален професор по литература е осъден за две убийства и чрез телевизионен мост от затвора преподава курс по разгадаване на литературни мистерии. Целта му е да накара два от най-будните си студенти да го оневинят чрез откриване на истинския убиец. След петнайсет години обаче някой започва да убива бившите студенти от курса, и те трябва да решат загадката от времето на обучението си.
Уил Лавендър живее със семейството си в Луисвил, Кентъки.

## Произведения

### Самостоятелни романи
- Obedience (2008)
- Dominance (2011)
Превъзходство, изд.: ИК „Бард“, София (2011), прев. Елена Кодинова